# William Randal Cremer
Pour les articles homonymes, voir Cremer.
Sir William Randal Cremer (18 mars 1828 – 22 juillet 1908) est un pacifiste  britannique. Il est lauréat du prix Nobel de la paix en 1903. Sa vie est marquée par une extrême pauvreté dans la première partie de sa vie puis par l'engagement syndical et politique.

## Enfance
William Randal Cremer est né dans la ville de Fareham en Angleterre dans une famille ouvrière. Son père était peintre. Il avait deux sœurs.
Sa mère se retrouva seule avec trois enfants lorsque de son père abandonna sa famille. Sa mère était extrêmement religieuse et envoya son fils à l'école religieuse jusqu'à l'âge de douze ans. Il devint ensuite apprenti charpentier.

## L'engagement dans la vie sociale
1852 : Randall Cremer (il n'utilisait pas son premier prénom) partit à Londres en tant que charpentier à l'âge de 24 ans. C'est à cette occasion qu'il s'impliqua dans l'action syndicale.
1858 : Il est élu dans un comité qui fait campagne pour la journée de travail de neuf heures. En plus de son activité purement syndicale, il participa à des campagnes internationales telles que le soutien des Polonais dans leur révolte contre les Russes, des États du Nord dans la Guerre de Sécession. Il accueillit Garibaldi lors d'une visite en Angleterre.
1864 : Il participa à la création de la Working men's peace association. Association à laquelle participa Karl Marx et d'autres socialistes européens. Il en devint le secrétaire honoraire en 1865. Cependant, il en démissionna en 1867 protestant contre les idéologues.
1868 : Il échoue dans sa tentative pour se faire élire député. Il inscrit dans son programme, sa volonté de création d'une instance internationale d'arbitrage pour éviter les conflits armées. Il perdit de nouveau les élections en 1874. Grâce à un changement de loi électorale, élargissant le droit de vote, il a été élu à la Chambre des communes à plusieurs reprises entre 1885 (circonscription de Haggerston dans l'East end de Londres) et 1895. Il échoua en 1895 mais fut réélu en 1900. Il resta député jusqu'à sa mort d'une pneumonie, le 22 juillet 1908.

## L'engagement pour la paix

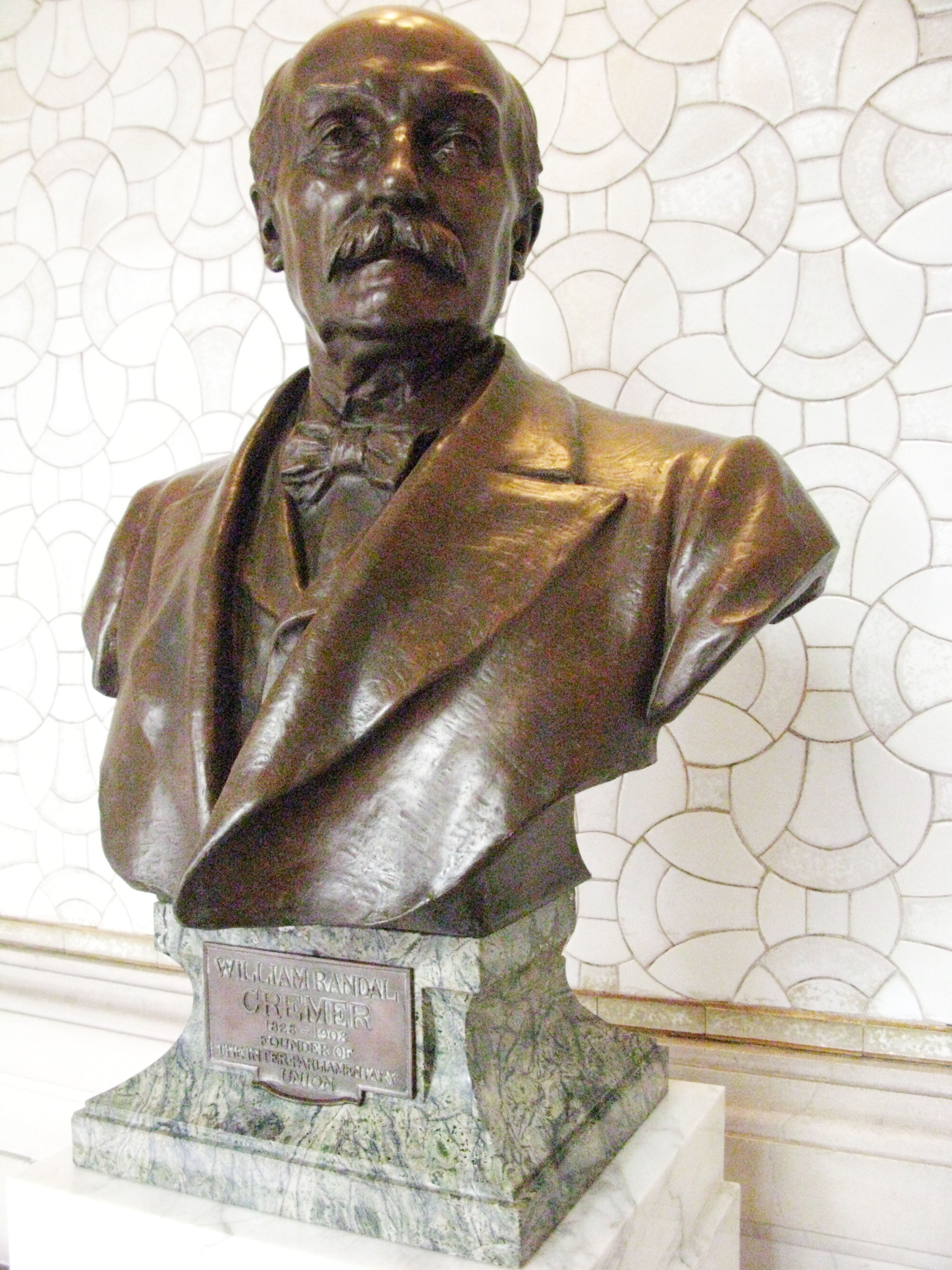
Buste de William Randal Cremer dans le Palais de la Paix de La Haye, Pays-Bas

C'est la guerre franco-prussienne de 1870 qui le décida à engager son action pour la paix. Il fut un partisan de la neutralité britannique pour ce conflit. Il créa le Workmen's peace comittee dont il fut élu secrétaire. Le but de l'association était de promouvoir un comité international d'arbitrage.
Il perd sa première femme en 1876 et sa deuxième femme en 1884.
En 1887, avec le soutien d'un tiers des députés de la chambre des communes, il se rendit aux États-Unis pour promouvoir un traité d'arbitrage entre la Grande-Bretagne et les États-Unis. Son action ne se concrétisa pas par un traité mais provoqua une prise de conscience. Très intéressé par son action, le français Frédéric Passy l'invita en France en 1888. Cette réunion provoquera la création à Paris avec la participation de quatre-vingt-seize parlementaires de neuf pays la création de la Conférence interparlementaire pour l'arbitrage. Elle devint en 1889 l'Union interparlementaire. Randal Cremer sera élu vice-président de l'association et secrétaire de la section britannique. Les deux chevilles ouvrières de ces conférences furent Frédéric Passy et Randal Cremer.
Randal Cremer fut extrêmement déçu de ne pas être choisi pour le prix Nobel en 1901 et 1902. Il obtint finalement le prix Nobel de la paix en 1903 et prononça son discours en 1905. Le thème en étant les avantages de l'arbitrage qui fut le combat de sa vie.

## Distinctions
- Chevalier de la Légion d'honneur
- Ordre de Saint-Olaf (Norvège)
- Chevalier (Kt - 1907)[3]